# Dramacon
A Dramacon egy amerimanga-sorozat, melynek írója és rajzolója Svetlana Chmakova. A sorozat cselekményének főszereplője Christie Leroux, egy kezdő képregényíró és -rajzoló és barátja, Derek Hollman. A fiatal lány egy animetalálkozó alkalmával akar feltűnni munkájával, de a számára idegen környezetben barátja nem igazán nyújt nagy segítséget. Christie a találkozó meglepetésekkel teli forgatagában próbálja megállni a helyét.

## Megjelenések Magyarországon
Svetlana Chmakova: Dramacon; ford. Pap Zoltán, Sárközy Bence; Athenaeum 2000, Bp., 2007–2008 (Mangattack)
- 1. kötet megjelenés: 2007. április 16.
- 2. kötet megjelenés: 2007. október 11.
- 3. kötet megjelenés: 2008. február 1.